# Bond van Sovjetcomponisten
De Bond van Sovjetcomponisten (Russisch: Союз композиторов СССР) was een professionele organisatie van componisten uit de Sovjet-Unie. De organisatie had invloed op enkele belangrijke musici, waaronder Dmitri Sjostakovitsj, Sergej Prokofjev, Nikolaj Mjaskovski en Aram Chatsjatoerjan. 
De bond kwam voort uit het socialistisch realisme dat onder Stalin totale controle had over alle vormen van muziek en kunst. De bond werd opgericht op 23 april 1932 als de “bond van componisten van de USSR”, na de opheffing van twee eerdere organisaties. De bond had controle over alle organisaties, concerthallen, radio, televisie, het  ministerie van cultuur, theaters, orkesten, ensembles en conservatoria. Tevens onderhield de bond het contact tussen componisten en de Communistische Partij van de Sovjet-Unie.
In 1957 werd de bond hernoemd naar Bond van Sovjetcomponisten. In haar bestaan hield de bond twee congressen; een van 19 tot 25 april 1948, en een van 28 maart tot 5 april 1957.
Na het uiteenvallen van de Sovjet-Unie werd de bond wederom hernoemd, nu naar Bond van componisten van Rusland. 